# Natamycin
Natamycin ist ein fungistatisches bis fungizides Antimykotikum aus Streptomyces natalensis, einem Actinobacterium der Gattung Streptomyces. Es ist ein Makrolid-Polyen-Antimykotikum und findet Verwendung in der Lebensmittelindustrie und als Arzneimittel. Die Verwendung von Natamycin als Arzneimittel ist sehr begrenzt.

## Anwendung in der Lebensmittelindustrie
Natamycin ist unter der Bezeichnung E 235 als Konservierungsmittel für die Oberflächenbehandlung der Rinde von Hartkäse, Schnittkäse und halbfestem Käse und bei getrockneten und gepökelten Würsten zugelassen und in Verwendung. Nach dem Lebensmittelrecht gilt eine Höchstmenge von 1 mg/dm2 Oberfläche. Natamycin darf 5 mm unterhalb der Käserinde nicht mehr nachweisbar sein.
In einigen Nicht-EU-Ländern ist der Einsatz von Natamycin für weitere Lebens- und Genussmittel zugelassen, z. B. für Wein. Das Natamycin dient dabei einerseits zum Unterbrechen der Gärung bei einem bestimmten Restzuckergehalt und andererseits als Schutz gegen unerwünschte mikrobielle Einflüsse nach der Gärung durch Schadorganismen. Um eine Wirkung zu erzielen, ist in etwa ein Zusatz von 10 mg Natamycin je Liter notwendig. In der EU ist die Verwendung außer für die eingangs genannten Lebensmittel (Käse, Würste) nicht zugelassen, so dass Einfuhren frei von Natamycin sein müssen.
In Bio-Lebensmitteln ist der Einsatz nicht gestattet.
Das Bayerische Staatsministerium für Umwelt und Verbraucherschutz erklärte noch 2012: „Natamycin [...] ist dem Penicillin ähnlich. Eine Bildung von resistenten Mikroorganismen ist damit grundsätzlich zu befürchten“, wobei dort in den Jahren zuvor bei Käserindeproben nie Überschreitungen der zulässigen Höchstmenge oder Eindringtiefe belegbar waren.
Stand 2017 war diese Aussage dort allerdings nicht mehr zu finden.

## Anwendung als Arzneimittel

### Wirkungsmechanismus
Natamycin ist ein Antimykotikum, das bei Pilz-Infektionen (Mykosen) zum Einsatz kommt.
Natamycin hindert Pilze daran, gesunde Zellmembranen zu bilden. Natamycin geht mit dem Zellbaustoff Ergosterin eine Verbindung ein. Dadurch werden die Zellmembranen der Pilze unter anderem für Kaliumionen durchlässig. In der Folge sterben die Pilzzellen ab.

### Aufnahme und Nebenwirkungen
Natamycin wird im Darm nicht resorbiert (aufgenommen). Deshalb wird Natamycin nur lokal angewendet.
Eine tägliche Dosis von 300–400 mg verursachte in einer Studie – über mehrere Tage gegeben – Übelkeit, Erbrechen und Durchfall, eine andere Studie beobachtete dies erst bei 600–1000 mg; als die maximal zulässige tägliche Aufnahmemenge gilt 0–0,3 mg/kg Körpergewicht.

### Anwendungsgebiete (Indikationen)
- Hefepilzinfektionen (Candidosis) des Darmes
- Pilzinfektionen des Mundraumes (Mundsoor): selektive Munddekontamination
- Pilzinfektionen des Auges, der Augenlider und Tränenwege
- Rezidivprophylaxe bei chronisch rezidivierenden Vaginalmykosen

## Chemische Eigenschaften
Natamycin ist ein farbloses kristallines Pulver, das sich kaum in Wasser und Alkoholen löst. Auch in höherwertigen Alkoholen oder Ölen ist es fast unlöslich. Natamycin ist lichtempfindlich, hitzebeständig und wird im Darm nicht resorbiert.

## Handelsnamen
Monopräparate
Pima-Biciron (D), Pimafucin (D), Pimaricin
Tiermedizin: Mycophyt ad us. vet. (CH)